# Hohenzollerndamm
Le Hohenzollerndamm est une artère importante de Berlin en Allemagne.

## Situation et accès
Cette voie qui traverse les quartiers de Wilmersdorf et de Schmargendorf, dans l'arrondissement de Charlottenburg-Wilmersdorf, joint l'ouest du centre-ville à l'arrondissement de Steglitz-Zehlendorf. Elle continue au Berliner Ringbahn (ligne ferroviaire périphérique de Berlin). 
Au coin de la Salzbrunner Straße se trouve le lycée berlinois du monastère franciscain, l'établissement scolaire le plus ancien de la ville, puisqu'il a été fondé en 1574. Il a ouvert à son emplacement actuel après la Seconde Guerre mondiale.

## Origine du nom
Elle porte le nom de la famille royale et impériale du royaume de Prusse, les Hohenzollern.

## Historique
Cette avenue a été percée en 1875 et porte depuis 1900 de « Hohenzollerndamm ».

## Bâtiments remarquables et lieux de mémoire
- Église de la Hohenzollernplatz (de) (1930-1934) bâtie par Fritz Höger (expressionnisme de brique)
- Ensemble de la Fehrbelliner Platz (des années 1930 et 1940) avec le Rathaus Wilmersdorf (1941-1943) et le Sénat de Berlin
- Cathédrale russe de Berlin (1936-1938), au numéro 166
- Immeuble d'habitation au numéro 35-36, construit en 1929-1930 par Hans Scharoun et Georg Jacobowicz
- Ancien bâtiment du Wehrkreiskommando III de la Wehrmacht au numéro 150-152, construit par Rudolf Klar en 1936-1943
- Église de la Sainte-Croix (de) au numéro 130, érigée en 1927-1929 selon les plans d'Ernst (de) et Günther Paulus (de) en style expressionniste de brique
- Immeuble d'habitation du numéro 105-110, typique de l'architecture berlinoise des années 1950, construit en 1954-1955

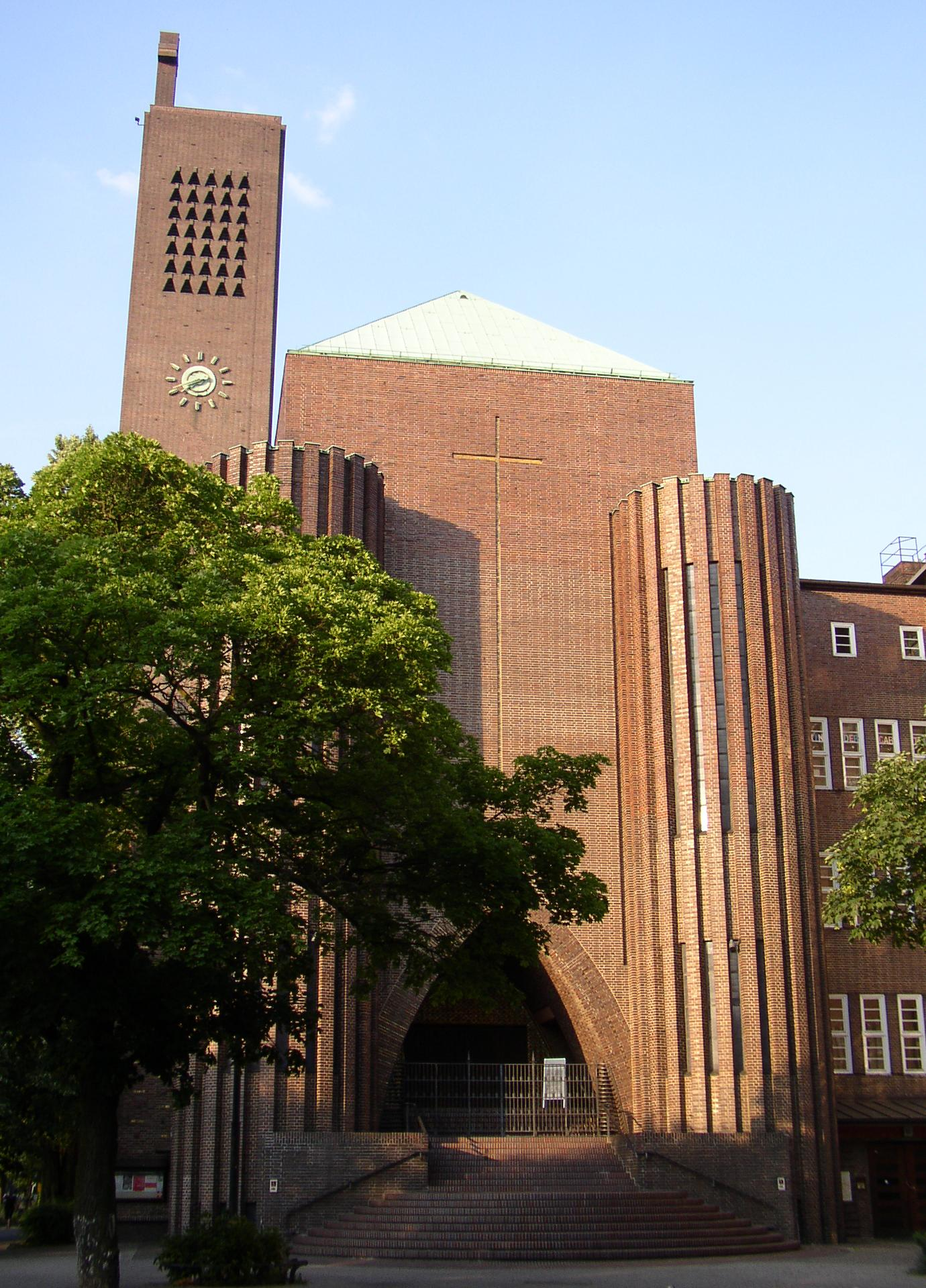
Église luthérienne-évangélique de la Hohenzollernplatz
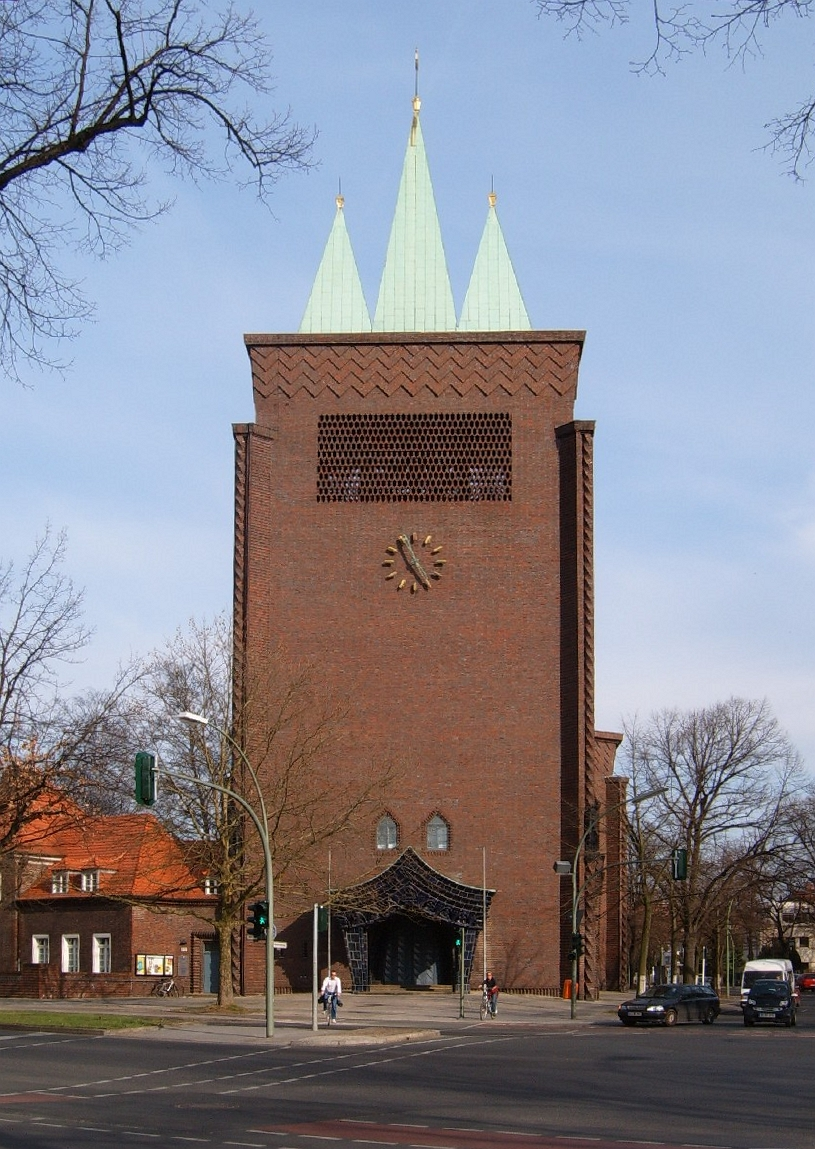
Église luthérienne-évangélique de la Sainte-Croix
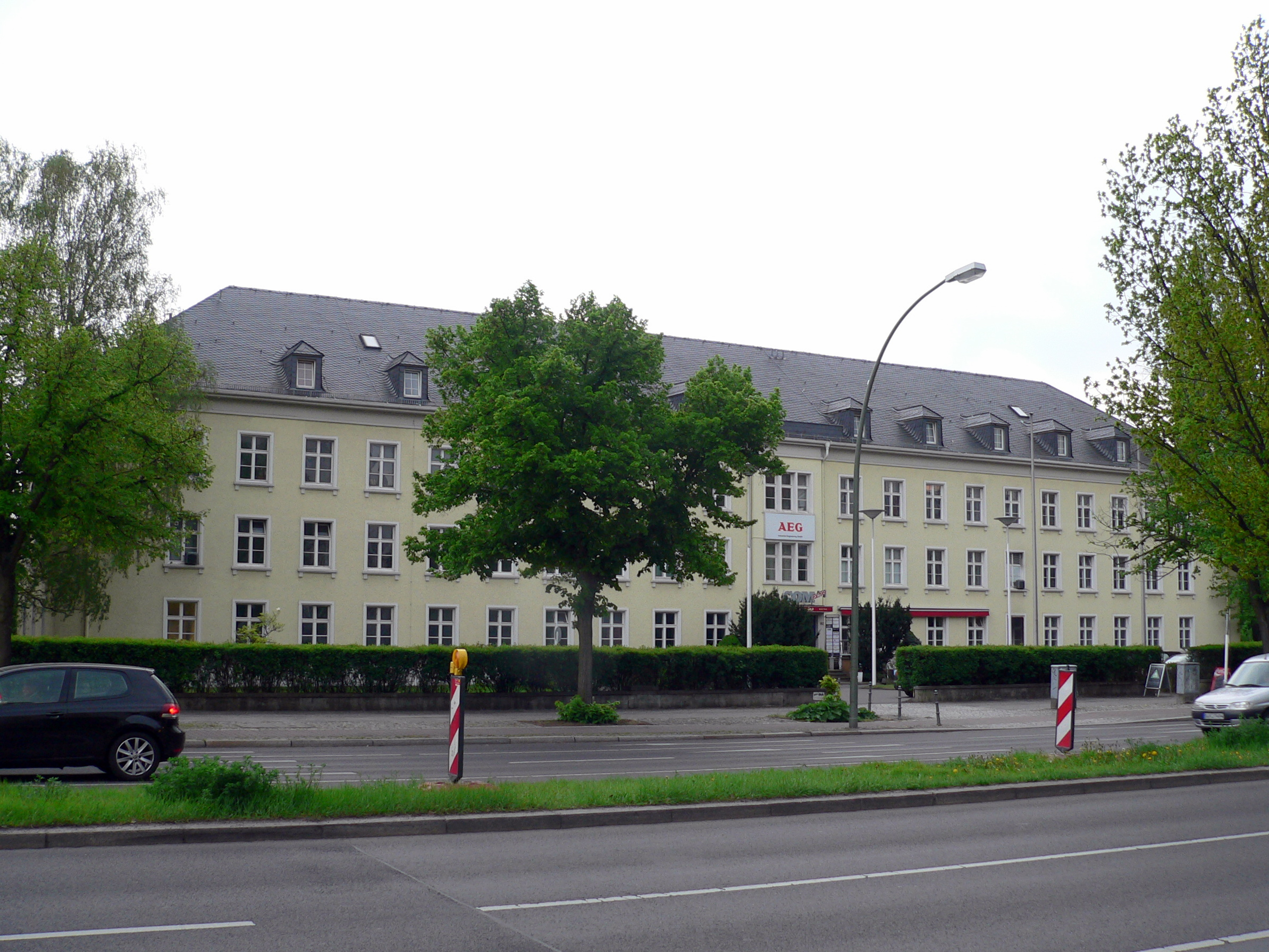
Ancien bâtiment du Wehrkreiskommando III (Schmargendorf)
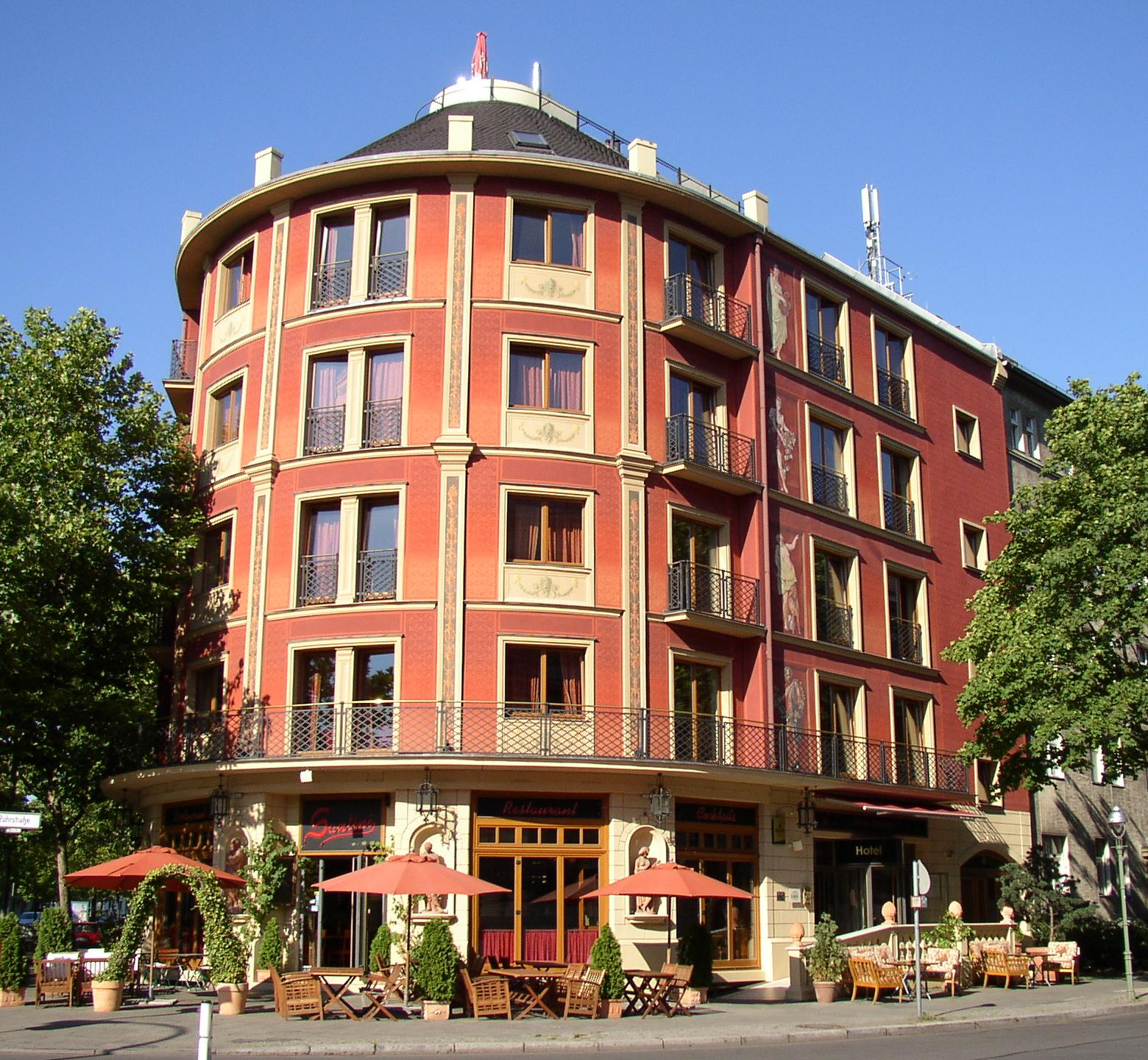
Hôtel au numéro 33 (remplaçant l'ancienne cathédrale orthodoxe vendue en 1929)
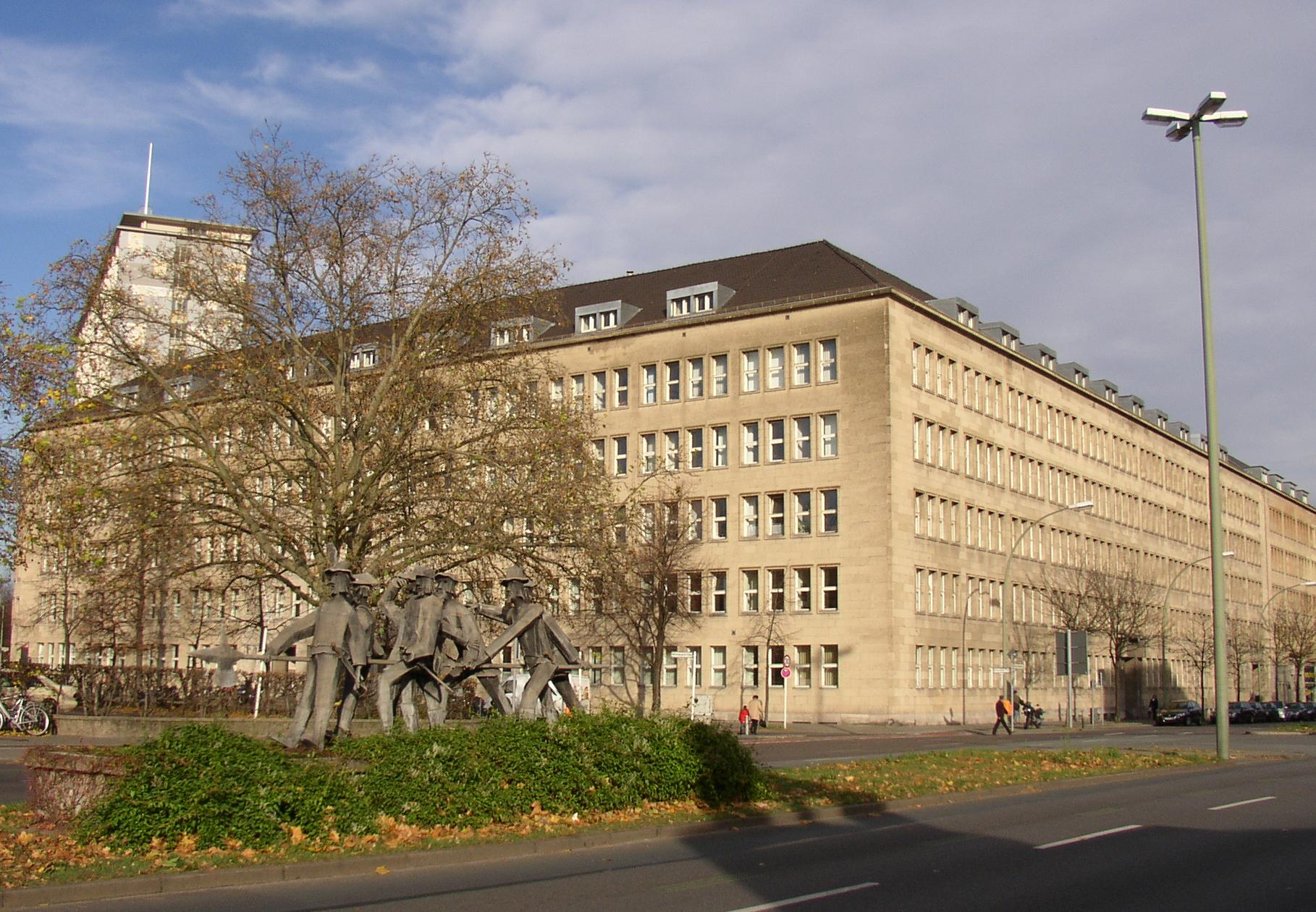
Ancien immeuble de bureaux de la Karstadt construit en 1935-1936 par Philipp Schaefer